# アンノの歌
アンノの歌（Annolied）は1100年ごろにジークブルクの僧が作ったとされるドイツ語の詩である。

## 年代
マインツの戴冠式（当時戴冠式の場所は通例はアーヘンである）について言及があることからルドルフ・ラインフェルト王（1077年）からハインリヒ5世（1106年）の代に成立したとされている。原本は逸失したがマルティン・オーピッツが保存していた写本を1639年に刊行した。

## 内容
ジークベルク修道院の創立者であるケルン大司教アンノ2世（在位1056年-1075年）への頌歌である。内容は天地創造から当時にいたる来歴を述べる1部、ドイツの都市が建設される由来を述べる2部、アンノの事跡を述べる3部（Vita Annonis, 聖アンノ伝）に大別される。また同代の別の著作であるKaiserchronik（皇帝記）に組み込まれて、長らく一部であると思われていた。

## 出版
- Roediger, Max (ed.), 1895. Das Annolied; = MGH, Deutsche Chroniken I, 2. Berlin